# Rhus dyeri
Rhus dyeri är en sumakväxtart som beskrevs av R. & A. Fernandes. Rhus dyeri ingår i släktet sumaker, och familjen sumakväxter. Inga underarter finns listade i Catalogue of Life.